# Nick Knatterton
Nick Knatterton (fullständigt namn: Nikolaus Kuno Freiherr von Knatter, vilket innebär ungefär Nikolaus Kuno Baron av Knatter) är en tysk seriefigur ritad av Manfred Schmidt (1913–1999) från 1950 till 1959. Namnet anspelar på Nick Carter och Nat Pinkerton. Han föddes i Kyritz (även kallat "Kyritz an der Knatter") som son till Casimir Kuno von Knatter och Corinna Pimpsberg.
Knatterton är en privatdetektiv. Han klär alltid i Sherlock Holmes-stil grön plaid, överrock och mössa, och röker pipa.
Serien är tecknad men den är tillräckligt realistisk för att kunna ses som seriösa deckargåtor.